# 8833 Acer
8833 Acer este un asteroid din centura principală de asteroizi.

## Descriere
8833 Acer este un asteroid din centura principală de asteroizi. A fost descoperit pe 3 septembrie 1989 la Observatoire de Haute-Provence de Eric Walter Elst. Asteroidul prezintă o orbită caracterizată de o semiaxă mare de 2,87 ua, o excentricitate de 0,13 și o înclinație de 9,7° în raport cu ecliptica.